# Grupp G i kvalspelet till världsmästerskapet i fotboll 2014 (Caf)
| Nr | Lag        | S | V | O | F | GM | IM | MS | P  |
| -- | ---------- | - | - | - | - | -- | -- | -- | -- |
| 1  | Egypten    | 6 | 6 | 0 | 0 | 16 | 7  | +9 | 18 |
| 2  | Guinea     | 6 | 3 | 1 | 2 | 12 | 8  | +4 | 10 |
| 3  | Moçambique | 6 | 0 | 3 | 3 | 2  | 10 | −8 | 3  |
| 4  | Zimbabwe   | 6 | 0 | 2 | 4 | 4  | 9  | −5 | 2  |

| Hemma \ Borta | Egypten | Guinea | Moçambique | Zimbabwe |
| Egypten       | —       | 4–2    | 2–0        | 2–1      |
| Guinea        | 2–3     | —      | 6–1        | 1-0      |
| Moçambique    | 0–1     | 0–0    | —          | 0–0      |
| Zimbabwe      | 2–4     | 0–1    | 1-1        | —        |

## Matcher
|             | 1 juni 2012 | Egypten                | 2 – 0           | Moçambique | Borg El Arab Stadium                       |                                            |
| 20:00 UTC+2 | 20:00 UTC+2 | Fathalla 55′ Zidan 62′ | (0 – 0) Rapport |            | Alexandria Domare: Sylvester Kirwa (Kenya) | Alexandria Domare: Sylvester Kirwa (Kenya) |
| 20:00 UTC+2 | 20:00 UTC+2 |                        |                 |            | Alexandria Domare: Sylvester Kirwa (Kenya) | Alexandria Domare: Sylvester Kirwa (Kenya) |
| 20:00 UTC+2 | 20:00 UTC+2 |                        |                 |            | Alexandria Domare: Sylvester Kirwa (Kenya) | Alexandria Domare: Sylvester Kirwa (Kenya) |

|             | 3 juni 2012 | Zimbabwe | 0 – 1           | Guinea     | National Stadium                                                  |                                                                   |
| 15:00 UTC+2 | 15:00 UTC+2 |          | (0 – 1) Rapport | Traoré 27′ | Harare Publik: 30 000 Domare: Rajindraparsad Seechurn (Mauritius) | Harare Publik: 30 000 Domare: Rajindraparsad Seechurn (Mauritius) |
| 15:00 UTC+2 | 15:00 UTC+2 |          |                 |            | Harare Publik: 30 000 Domare: Rajindraparsad Seechurn (Mauritius) | Harare Publik: 30 000 Domare: Rajindraparsad Seechurn (Mauritius) |
| 15:00 UTC+2 | 15:00 UTC+2 |          |                 |            | Harare Publik: 30 000 Domare: Rajindraparsad Seechurn (Mauritius) | Harare Publik: 30 000 Domare: Rajindraparsad Seechurn (Mauritius) |

|             | 10 juni 2012 | Moçambique | 0 – 0   | Zimbabwe | Estadio Nacional do Zimpeto                         |                                                     |
| 15:00 UTC+2 | 15:00 UTC+2  |            | Rapport |          | Maputo Publik: 26 000 Domare: Ali Kalyango (Uganda) | Maputo Publik: 26 000 Domare: Ali Kalyango (Uganda) |
| 15:00 UTC+2 | 15:00 UTC+2  |            |         |          | Maputo Publik: 26 000 Domare: Ali Kalyango (Uganda) | Maputo Publik: 26 000 Domare: Ali Kalyango (Uganda) |
| 15:00 UTC+2 | 15:00 UTC+2  |            |         |          | Maputo Publik: 26 000 Domare: Ali Kalyango (Uganda) | Maputo Publik: 26 000 Domare: Ali Kalyango (Uganda) |

|           | 10 juni 2012 | Guinea                            | 2 – 3           | Egypten                               | Stade du 28 septembre                                 |                                                       |
| 17:00 UTC | 17:00 UTC    | Camara 20′ (str.) A. Bangoura 88′ | (1 – 0) Rapport | Aboutrika 58′, 66′ (str.) Salah 90+3′ | Conakry Publik: 14 000 Domare: Neant Alioum (Kamerun) | Conakry Publik: 14 000 Domare: Neant Alioum (Kamerun) |
| 17:00 UTC | 17:00 UTC    |                                   |                 |                                       | Conakry Publik: 14 000 Domare: Neant Alioum (Kamerun) | Conakry Publik: 14 000 Domare: Neant Alioum (Kamerun) |
| 17:00 UTC | 17:00 UTC    |                                   |                 |                                       | Conakry Publik: 14 000 Domare: Neant Alioum (Kamerun) | Conakry Publik: 14 000 Domare: Neant Alioum (Kamerun) |

|             | 24 mars 2013 | Moçambique | 0 – 0   | Guinea | Estadio Nacional do Zimpeto                            |                                                        |
| 15:00 UTC+2 | 15:00 UTC+2  |            | Rapport |        | Maputo Publik: 25 000 Domare: El Fadil Mohamed (Sudan) | Maputo Publik: 25 000 Domare: El Fadil Mohamed (Sudan) |
| 15:00 UTC+2 | 15:00 UTC+2  |            |         |        | Maputo Publik: 25 000 Domare: El Fadil Mohamed (Sudan) | Maputo Publik: 25 000 Domare: El Fadil Mohamed (Sudan) |
| 15:00 UTC+2 | 15:00 UTC+2  |            |         |        | Maputo Publik: 25 000 Domare: El Fadil Mohamed (Sudan) | Maputo Publik: 25 000 Domare: El Fadil Mohamed (Sudan) |

|             | 26 mars 2013 | Egypten                            | 2 – 1           | Zimbabwe   | Borg El Arab Stadium                                      |                                                           |
| 19:00 UTC+2 | 19:00 UTC+2  | Abd Rabbo 64′ Aboutrika 88′ (str.) | (0 – 0) Rapport | Musona 74′ | Alexandria Publik: 10 000 Domare: Badara Diatta (Senegal) | Alexandria Publik: 10 000 Domare: Badara Diatta (Senegal) |
| 19:00 UTC+2 | 19:00 UTC+2  |                                    |                 |            | Alexandria Publik: 10 000 Domare: Badara Diatta (Senegal) | Alexandria Publik: 10 000 Domare: Badara Diatta (Senegal) |
| 19:00 UTC+2 | 19:00 UTC+2  |                                    |                 |            | Alexandria Publik: 10 000 Domare: Badara Diatta (Senegal) | Alexandria Publik: 10 000 Domare: Badara Diatta (Senegal) |

|             | 9 juni 2013 | Zimbabwe               | 2 – 4           | Egypten                          | National Stadium                                      |                                                       |
| 15:00 UTC+2 | 15:00 UTC+2 | Musona 21′ Zvasiya 81′ | (1 – 2) Rapport | Aboutrika 5′ Salah 40′, 76′, 83′ | Harare Publik: 40 000 Domare: Bakary Gassama (Gambia) | Harare Publik: 40 000 Domare: Bakary Gassama (Gambia) |
| 15:00 UTC+2 | 15:00 UTC+2 |                        |                 |                                  | Harare Publik: 40 000 Domare: Bakary Gassama (Gambia) | Harare Publik: 40 000 Domare: Bakary Gassama (Gambia) |
| 15:00 UTC+2 | 15:00 UTC+2 |                        |                 |                                  | Harare Publik: 40 000 Domare: Bakary Gassama (Gambia) | Harare Publik: 40 000 Domare: Bakary Gassama (Gambia) |

|           | 9 juni 2013 | Guinea                                                          | 6 – 1           | Moçambique           | Stade du 28 septembre                                        |                                                              |
| 17:00 UTC | 17:00 UTC   | M. Yattara 5′, 90′ Diallo 23′, 45′ (str.) Traoré 76′ Diarra 81′ | (3 – 1) Rapport | Dominguês 44′ (str.) | Conakry Publik: 14 000 Domare: Kouame Ndri (Elfenbenskusten) | Conakry Publik: 14 000 Domare: Kouame Ndri (Elfenbenskusten) |
| 17:00 UTC | 17:00 UTC   |                                                                 |                 |                      | Conakry Publik: 14 000 Domare: Kouame Ndri (Elfenbenskusten) | Conakry Publik: 14 000 Domare: Kouame Ndri (Elfenbenskusten) |
| 17:00 UTC | 17:00 UTC   |                                                                 |                 |                      | Conakry Publik: 14 000 Domare: Kouame Ndri (Elfenbenskusten) | Conakry Publik: 14 000 Domare: Kouame Ndri (Elfenbenskusten) |

|             | 16 juni 2013 | Moçambique | 0 – 1           | Egypten   | Estadio da Machava                                   |                                                      |
| 15:00 UTC+2 | 15:00 UTC+2  |            | (0 – 1) Rapport | Salah 40′ | Maputo Publik: 25 000 Domare: Janny Sikazwe (Zambia) | Maputo Publik: 25 000 Domare: Janny Sikazwe (Zambia) |
| 15:00 UTC+2 | 15:00 UTC+2  |            |                 |           | Maputo Publik: 25 000 Domare: Janny Sikazwe (Zambia) | Maputo Publik: 25 000 Domare: Janny Sikazwe (Zambia) |
| 15:00 UTC+2 | 15:00 UTC+2  |            |                 |           | Maputo Publik: 25 000 Domare: Janny Sikazwe (Zambia) | Maputo Publik: 25 000 Domare: Janny Sikazwe (Zambia) |

|           | 16 juni 2013 | Guinea         | 1 – 0           | Zimbabwe | Stade du 28 septembre                                           |                                                                 |
| 17:00 UTC | 17:00 UTC    | M. Yattara 37′ | (1 – 0) Rapport |          | Conakry Publik: 14 000 Domare: Hamada Nampiandraza (Madagaskar) | Conakry Publik: 14 000 Domare: Hamada Nampiandraza (Madagaskar) |
| 17:00 UTC | 17:00 UTC    |                |                 |          | Conakry Publik: 14 000 Domare: Hamada Nampiandraza (Madagaskar) | Conakry Publik: 14 000 Domare: Hamada Nampiandraza (Madagaskar) |
| 17:00 UTC | 17:00 UTC    |                |                 |          | Conakry Publik: 14 000 Domare: Hamada Nampiandraza (Madagaskar) | Conakry Publik: 14 000 Domare: Hamada Nampiandraza (Madagaskar) |

|           | 8 september 2013 | Zimbabwe    | 1 – 1           | Moçambique  | Rufaro Stadium                        |                                       |
| 15:00 UTC | 15:00 UTC        | Mambare 41′ | (1 – 0) Rapport | Maninho 70′ | Harare Domare: Mahamadou Keita (Mali) | Harare Domare: Mahamadou Keita (Mali) |
| 15:00 UTC | 15:00 UTC        |             |                 |             | Harare Domare: Mahamadou Keita (Mali) | Harare Domare: Mahamadou Keita (Mali) |
| 15:00 UTC | 15:00 UTC        |             |                 |             | Harare Domare: Mahamadou Keita (Mali) | Harare Domare: Mahamadou Keita (Mali) |

|             | 10 september 2013 | Egypten                                           | 4 – 2           | Guinea                      | El Gouna Stadium                           |                                            |
| 16:00 UTC+2 | 16:00 UTC+2       | Ghaly 38′ Aboutrika 51′ (str.) Salah 83′ Zaki 87′ | (1 – 1) Rapport | El-Abd 4′ (sjm.) Soumah 57′ | El Gouna Domare: Tessema Bamlak (Etiopien) | El Gouna Domare: Tessema Bamlak (Etiopien) |
| 16:00 UTC+2 | 16:00 UTC+2       |                                                   |                 |                             | El Gouna Domare: Tessema Bamlak (Etiopien) | El Gouna Domare: Tessema Bamlak (Etiopien) |
| 16:00 UTC+2 | 16:00 UTC+2       |                                                   |                 |                             | El Gouna Domare: Tessema Bamlak (Etiopien) | El Gouna Domare: Tessema Bamlak (Etiopien) |